# Махариа
Махариа (груз. მახარია) — село в Грузии, на территории Цаленджихского муниципалитета края (мхаре) Самегрело-Верхняя Сванетия.

## География
Село находится в западной части Грузии, к востоку от реки Ингури, на расстоянии приблизительно 6 километров (по прямой) к западо-северо-западу от города Цаленджиха, административного центра муниципалитета.

## Население
По результатам официальной переписи населения 2014 года, в Махарии проживало 370 человек (184 мужчины и 186 женщин). В национальной структуре населения грузины составляли 100 %.